# Túlio Hostílio
Túlio Hostílio, em latim Tullus Hostilius, foi o terceiro dos reis lendários de Roma, pertencente à gente Hostília, compreendida entre as cem gentes  descritas por Tito Lívio. Foi o sucessor de Numa Pompílio.
As suas guerras com Alba Longa, Fidene e Veios indicam as primeiras conquistas de território latino e o primeiro aumento dos domínios romanos fora dos muros de Roma. Foi durante seu reinado que ocorreram os combates entre horácios e curiácios, os representantes de Roma e de Alba Longa. Diz-se que morreu atingido por um raio como punição por seu orgulho.

## Reinado
Túlio Hostílio é considerado uma duplicação de [Rômulo]. Ambos foram eleitos entre pastores, continuaram a guerra contra Fidene e Veios, aumentaram o número de cidadãos, organizaram o exército e desapareceram da terra durante uma tempestade.

## Guerra e destruição

### Destruição de Alba Longa
O principal evento de seu reinado é a destruição de Alba Longa, que pode ser considerada um fato histórico.

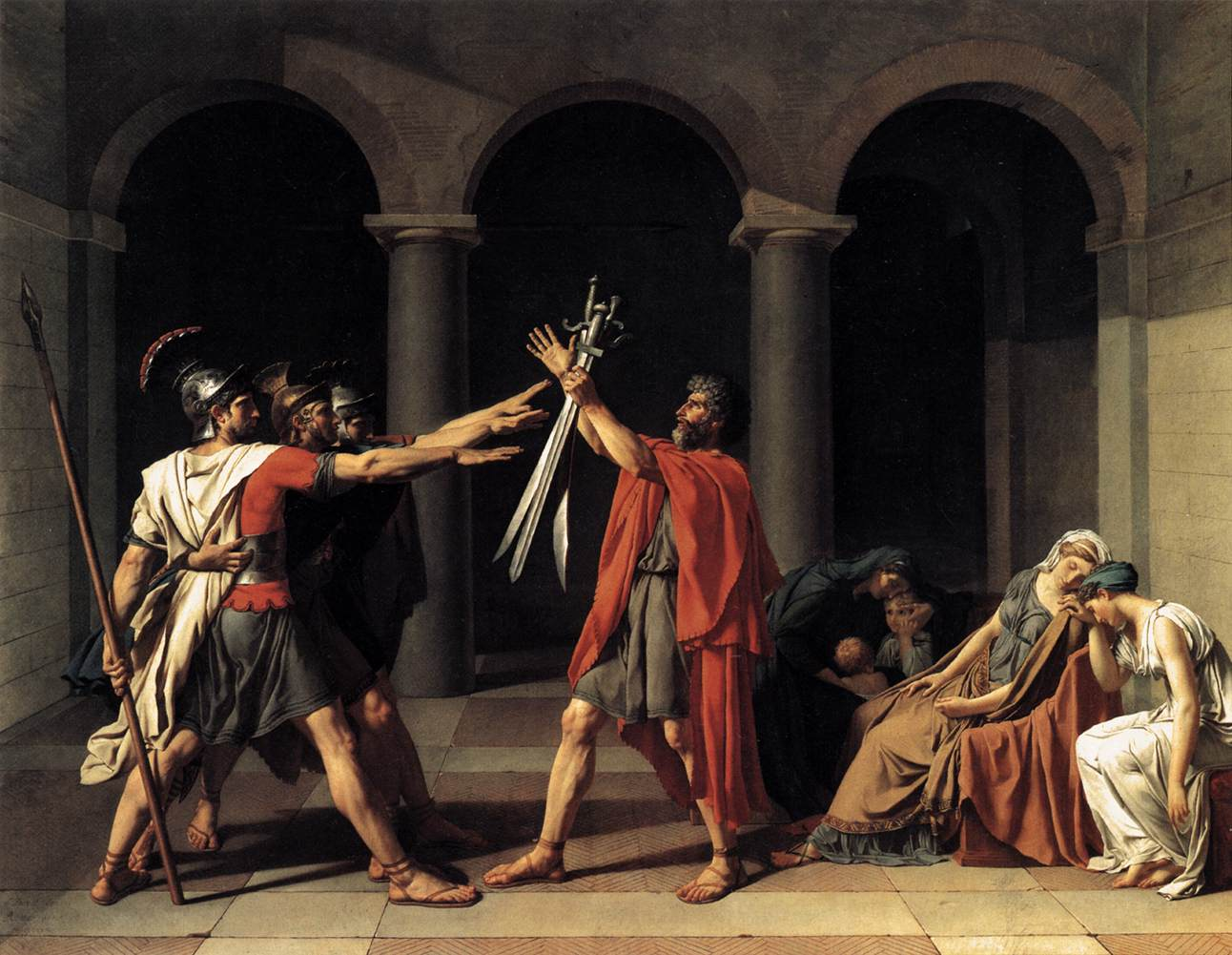
O Juramento dos Horácios (1784), de Jacques-Louis David.

Túlio Hostílio foi escolhido pelos senadores porque era romano e porque seu avô Osto Hostílio havia combatido com Rômulo contra os sabinos.
Segundo a tradição, as relações amigáveis entre romanos e a população de Alba Longa, nas colinas vizinhas a Roma, tinham terminado e havia controvérsias porque as pessoas tinham começado a fazer incursões nos campos e hortas uns dos outros, roubando-se reciprocamente animais e colheitas. A resposta do rei romano às reclamações de Alba Longa foi que o início do litígio deu-se por culpa deles.
O apoio que Túlio Hostílio recebeu da aristocracia está celebrado na lenda dos Horácios, imortalizado por Pierre Corneille ao escrever Horace no século de Luís XIV. Os exércitos de ambas cidades se preparavam para combater, mas a batalha teria sido resolvida por um combate singular entre os três irmãos Horácios, romanos, e os Curiácios, três irmãos de Alba. Alba Longa foi derrotada e submetida ao Estado romano. Quando Alba Longa recusou-se a ajudar Roma em um conflito posterior, os chefes foram desmembrados com carroças lançadas em direções opostas. Depois a cidade foi destruída e os habitantes transferidos ao monte Célio.

### Guerra contra os sabinos

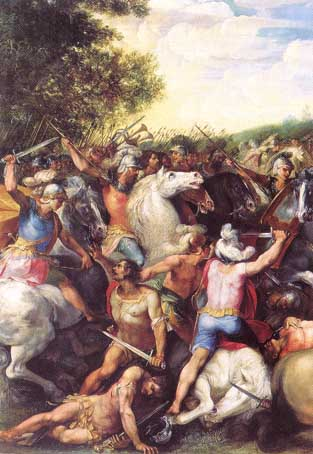
Túlio Hostílio derrota Veios em batalha, afresco

Túlio Hostílio empenhou-se também em uma guerra contra os sabinos, que durou os últimos 32 anos de seu reinado. Foi ainda durante seu reinado que foi construída a Cúria Hostília, que tornou-se o lugar de reunião dos senadores, que até então se reuniam ao ar livre, na área do  Fórum que em seguida seria utilizada para os comícios.

## Morte e sepultura
A lenda diz que Túlio era muito ocupado com uma guerra após a outra que havia descuidado dos serviços às divindades. Uma peste terrível abateu-se sobre Roma. Também Túlio foi atingido. Então ele rezou a Júpiter para ter seu favor e sua ajuda. A resposta do deus foi um raio que veio do céu, queimou o rei e reduziu sua casa a cinzas.
Isto foi visto pelos romanos como uma indicação de que deviam escolher melhor o novo rei, um rei que seguisse o exemplo pacífico de Numa Pompílio e então escolheram Anco Márcio, neto de Numa Pompílio.
Dionísio de Halicarnasso, em Antiguidades romanas, em vez disso, conta outra possível morte de Túlio Hostílio: Anco Márcio, antes a serviço de Túlio Hostílio, sonhava tornar-se rei e com alguns comparsas o matou e depois contou ao povo na casa Hostília a história do raio e no início não teve crédito. Mas sublinhando que a historiografia elogia Anco Márcio como rei bom e pacífico (em contraste com a tradição que o considerava assassino e  sedento de poder para obter a posição de rei) por isso mantém como possível a versão de um raio que tenha atingido a casa de Túlio Hostílio.